# Mutua induzione
La mutua induttanza (o mutua induzione) è l'induttanza  fra due circuiti elettricamente separati, quando il campo magnetico generato da uno esercita una forza elettromotrice sull'altro, e viceversa.
La forza elettromotrice indotta nel caso di mutua induttanza si scrive:
{\displaystyle f=-{\frac {d\Phi _{B}}{dt}}=-M{\frac {di}{dt}}}
dove {\displaystyle M} è chiamato coefficiente di mutua induttanza ed è dimensionalmente uguale ad un'induttanza (unità di misura: Henry).

## Calcolo del coefficiente di mutua induttanza
Presi due circuiti {\displaystyle c_{1}} e {\displaystyle c_{2}} percorsi da correnti variabili nel tempo, poiché il flusso dipende linearmente dalla corrente, per il flusso concatenato con il secondo circuito si può scrivere:
{\displaystyle \Phi _{1,2}=M_{1,2}i_{1}}  (si legge: "il flusso 1 concatenato con il circuito 2 è direttamente proporzionale all’intensità della corrente che genera il flusso stesso")
e analogamente per il flusso concatenato con il primo circuito: 
{\displaystyle \Phi _{2,1}=M_{2,1}i_{2}}
con {\displaystyle M_{1,2}} e {\displaystyle M_{2,1}} coefficienti di proporzionalità. Si vuole ora provare che {\displaystyle M_{1,2}=M_{2,1}=M}.
Facendo uso della definizione di flusso possiamo esprimere il flusso concatenato con {\displaystyle c_{2}} anche come:
{\displaystyle \Phi _{1,2}=\int _{S_{2}}{\vec {B}}_{1}\cdot {\hat {n}}dS}
dove {\displaystyle S_{2}} è una superficie generica che ha per contorno il circuito {\displaystyle c_{2}} e {\displaystyle {\vec {B}}_{1}} è il campo magnetico generato dal circuito {\displaystyle c_{1}}.
Ora si procede richiamando il potenziale vettore così da poter sostituire {\displaystyle {\vec {B}}=\nabla \times {\vec {A}}} che riscritto nell'integrale diventa:
{\displaystyle \Phi _{1,2}=\int _{S_{2}}{\vec {B}}\cdot {\vec {n}}dS=\int _{S_{2}}\nabla \times {\vec {A}}\cdot {\vec {n}}dS}
che per il teorema del rotore (o di Stokes) è uguale a:
{\displaystyle \int _{S_{2}}\nabla \times {\vec {A}}\cdot {\vec {n}}dS=\oint _{l_{2}}{\vec {A}}\cdot d{\vec {l}}_{2}}
A questo punto, ricorrendo all'equazione di Poisson si ha 
{\displaystyle {\vec {A}}={\frac {\mu _{0}}{4\pi }}\int _{V}{\frac {\vec {J}}{r}}dV}
integrale sul volume {\displaystyle V} della densità di corrente {\displaystyle {\vec {J}}} possiamo esprimere il flusso come:
{\displaystyle \Phi _{1,2}=\oint _{l_{2}}\left({\frac {\mu _{0}i_{1}}{4\pi }}\oint _{l_{1}}{\frac {d{\vec {l}}_{1}}{r}}\right)\cdot d{\vec {l}}_{2}={\frac {i_{1}}{4\pi }}\left(\mu _{0}\oint _{l_{2}}\oint _{l_{1}}{\frac {d{\vec {l}}_{1}\cdot d{\vec {l}}_{2}}{r}}\right)}
Ripetendo gli stessi passaggi per il flusso concatenato col circuito {\displaystyle c_{1}} si trova:
{\displaystyle \Phi _{2,1}={\frac {i_{2}}{4\pi }}\left(\mu _{0}\oint _{l_{1}}\oint _{l_{2}}{\frac {d{\vec {l}}_{2}\cdot d{\vec {l}}_{1}}{r}}\right)}
Osservando le quantità tra parentesi nelle espressioni dei due flussi si vede chiaramente che sono identiche pertanto dev'essere {\displaystyle M_{1,2}=M_{2,1}=M}.

## Caso generale
Nel caso più generale, in cui si hanno due circuiti, ognuno dei quali collegato ad un generatore, bisogna tenere conto sia della mutua induttanza che dell'autoinduzione, per cui la forma del flusso da usare nella formula precedente è data, in base al circuito che si considera, da:
{\displaystyle {\begin{cases}\Phi _{1}=L_{1}i_{1}+Mi_{2}\\\Phi _{2}=Mi_{1}+L_{2}i_{2}\\\end{cases}}}
In generale si ha questo fenomeno nei trasformatori, dove la corrente I1 in entrata viene fatta passare attorno ad un nucleo di materiale ferromagnetico creando un flusso che induce una f.e.m. proporzionale alla corrente I1 stessa e inoltre richiude il flusso nel materiale ferromagnetico su cui è avvolto anche il filo dove passa la corrente I2, in uscita. Lo stesso ragionamento si può fare anche con la corrente in uscita I2. Il fenomeno è descritto perfettamente dalle formule di cui sopra.